# Majandra Delfino
Majandra Delfino (Caracas, 20 de fevereiro de 1981) é uma cantora e atriz venezuelana, mais conhecida por seu trabalho na série de televisão estadunidense Roswell (WB).

## Biografia
Maria Alejandra Delfino foi apelidada por sua irmã Marieh, também atriz, de "Majandra". Formada na "New World School of the Arts", em Miami (Flórida), em 2007, casou-se com o ator Devon Gummersa, divorciando-se do mesmo em 2008.

## Filmografia e Televisão
Majandra Delfino iniciou sua carreira artística na série de TV americana Roswell, criada por Jason Katims, baseada na obra Roswell High de Melinda Metz. Interpretando a personagem "Maria DeLuca". No período em que se dedicava a série, obteve o papel de Natalie em The Secret Life of Girls (1999), conseguindo, posteriormente, o papel de "Vanessa" no filme Traffic(2000). Ela também atuou em Reeseville, Celeste in the City, The Tony Danza Show, e R.S.V.P., com Jason Mewes e Glenn Quinn. Além disso, ela interpretou Trudi no filme State's Evidence.
Delfino também participou de diversos episódios da série Quarterlife (NBC) e da MySpaceTV.

## Discografia
- The Sicks (EP) (2001) Dripfeed
- Le Prince Bleu D'Arthelius (2003) (CD Single duet with RoBERT)
- Tarte (2007) Red Velvet Cake Records

## Filmografia

### Cinema
- Web of Lies (2009)
- Heidi 4 Paws (2008)
- State's Evidence (2006)
- Don't Come Knocking (2005)
- Celeste in the City (2004)
- Reeseville (2003)
- R.S.V.P. (2002)
- The Learning Curve (2001)
- Traffic (2000)
- Shriek If You Know What I Did Last Friday the Thirteenth (2000)
- The Secret Life of Girls (1999)
- Zeus and Roxanne (1997)

### Televisão
- Quarterlife (Vanessa - 5 episódios - "Anxiety", "Compromise", "Finding a Voice", "Goodbyes", "Home Sweet Home")
- Help Me Help You (Lucy - 2 episódios - "The Mattress", Pilot)
- Three Moons Over Wilford (Grace Wochuck - 1 episódio - Piloto)
- Ultra (Suzette - 1 episódio - Piloto)
- Roswell (Maria DeLuca - 60 episódios)
- Katie Joplin (Sara Shotz)
- The Tony Danza Show (Tina DiMeo)
- O Grande Estado da Georgia Codjuvante Principal